# Calanthe truncata
Calanthe truncata är en orkidéart som beskrevs av Johannes Jacobus Smith. Calanthe truncata ingår i släktet Calanthe och familjen orkidéer. Inga underarter finns listade i Catalogue of Life.